# Katherine Grainger
Katherine Grainger (nascuda el 12 de novembre de 1975 a Glasgow) és una remadora britànica i medallista d'or olímpica el 2012. Grainger és també tres vegades medallista de plata olímpica. Ella representa al Sant Edimburg Boat Club Andrew en competicions de rem. La van nomenar una membre de l'Ordre de l'Imperi Britànic (MBE), el 17 de juny de 2006.

## Biografia
Va guanyar per primera vegada la plata als Jocs Olímpics de Sydney 2000 en rem quàdruple femení. A Atenes 2004 va guanyar la plata en dues sense timoner. En Beijing 2008 va guanyar la seva tercera plata. Grainger ha guanyat vuit medalles en els Campionats del Món entre 1997 i 2012. També ha guanyat la Copa de Rem del Món en el parell de rems curts quàdruples l'any 2005, 2006, 2007 i 2010, i doble rem en 2010. En els Jocs Olímpics de Londres (2012), Anna Watkins i Grainger van trencar el rècord olímpic, ja que van classificar per a la final de dobles rems. Més tard, va passar a guanyar la medalla d'or.
El 3 d'agost de 2012 finalment va aconseguir la seva medalla d'or olímpica a Londres en els rems dobles amb Anna Watkins. Va ser nomenada Comandant de l'Ordre de l'Imperi Britànic (CBE) en el nou any 2013 amb honors pels seus serveis al rem. El març de 2013, ella es va convertir en patrona de la Institució Nacional de vigilància de costes.
Amb quatre medalles olímpiques, Grainger comparteix el rècord com la més condecorada olímpica femenina de Gran Bretanya, amb Rebecca Adlington.